# NG-NG
NG-NG is een Rotterdamse hardcore organisatie die zich voornamelijk richt op de hardere/alternatieve stijlen binnen de hardcore scene zoals uk hardcore, techno en terror.
Het bekendste concept van NG-NG is Digital Assault en de thuishaven van de meeste NG-NG feesten is Nighttown.
De man achter NG-NG is Bryan Fury, een Britse hardcore DJ/producer, bekend van labels als White Donkey, Pacemaker Recordings en Provoke.